# The Good Place (2.ª temporada)
A segunda temporada da série de televisão de fantasia e comédia The Good Place, criada por Michael Schur, estreou em 20 de setembro de 2017 pela NBC nos Estados Unidos. A temporada foi produzida pela Fremulon, 3 Arts Entertainment, e Universal Television.

## Elenco

### Principal
- Kristen Bell como Eleanor Shellstrop, uma vendedora falecida do Arizona que entrou em uma utopia pós-vida chamada "The Good Place" (traduzido como "O Bom Lugar" no Brasil) aparentemente depois de ser confundida como uma advogada de direitos humanos com o mesmo nome.[2]
- William Jackson Harper como Chidi Anagonye, como Chidi Anagonye, um falecido professor de ética que nasceu na Nigéria e criado no Senegal, deveria ser a alma gêmea de Eleanor. Relutantemente, ele tinha esperança de encontrar uma alma gêmea com quem ele pudesse se relacionar, mas logo descobre que ele e Eleanor deveriam ser almas gêmeas porque ele estava sempre lá para ela.[3]
- Jameela Jamil como Tahani Al-Jamil, uma filantropa falecida e rica que viajou extensivamente em todo o mundo. Ela nasceu no Paquistão, criada na Inglaterra e foi à escola na França. Tahani, cujo nome completo significa "Parabéns Linda", é uma alma de boa aparência com uma atitude alegre e útil.[4]
- D'Arcy Carden como Janet, uma guia programada que atua como a principal fonte de informação do bairro, análogo a um assistente pessoal inteligente.[5]
- Manny Jacinto como Jason Mendoza, um falecido DJ e pequeno traficante de drogas da Flórida, que finge ser "Jianyu Li", um monge budista silencioso de Taiwan e alma gêmea de Tahani.[6]

## Episódios
| N.º geral | N.º na temp. | Título                                                         | Dirigido por         | Escrito por                 | Exibição original      | Audiência (milhões) |
| --- | ------------ | -------------------------------------------------------------- | -------------------- | --------------------------- | ---------------------- | ------------------- |
| 14 | 1            | "Everything Is Great!" "Está Tudo Bem!"                        | Trent O'Donnell      | Jen Statsky Joe Mande       | 20 de setembro de 2017 | 5.28                |
| As lembranças de Eleanor, Chidi, Tahani e Jason foram apagadas, e eles começaram de novo no Bom Lugar. Shawn acredita que o projeto de Michael falhará e Michael será forçado a se aposentar. Janet dá a Eleanor a nota que ela escreveu, então Eleanor procura Chidi. Chidi é forçado a escolher entre duas almas gêmeas potenciais, uma mulher chamada Angelique, com quem ele se conecta ou uma mulher chamada Pevita, com quem ele não sente nenhuma conexão. Assim como ele escolhe Angelique, Michael determina que Pevita é sua alma gema precisa, enquanto Angelique está emparelhada com Pedro. Eleanor encontra Chidi, mas ele está distraído por sua própria situação e não está disposto a ajudar a Eleanor. A nova alma gêmea de Tahani é Tomas, um ambientalista; ela está insatisfeita de que ele é muito curto e tem gostos não refinados, e que sua casa é pequena. Michael planeja que Eleanor fique bêbada e se comporte mal na festa de boas vindas, mas em vez disso Tahani fica bêbada e faz uma cena. A nova alma gêmea de Jason é Luang, um monge que deve ser seu companheiro espiritual; Luang acompanha Jason e copia todas as suas ações, deixando Jason aborrecido e desesperado para escapar. Jason rapidamente olha para Janet, que é legal com ele. Vicky, que interpretou a "Real Eleanor", é frustrada por seu novo e menor papel como dona da pizzaria, Denise. Chidi percebe que o papel da nota de Eleanor é de um livro em sua biblioteca; Ele suspeita que eles se conheceram antes. Na casa de Eleanor, Eleanor admite que ela não pertence ao Bom Lugar. Michael, Janet, Tahani, Jason e as supostas almas gêmeas de todos chegam. Tahani e Jason expressam abertamente sua insatisfação e Eleanor descobre que eles não estão no Bom Lugar; ela revela a nota. Michael novamente apaga as memórias dos humanos e reinicia o Bom Lugar, mas esconde o falso começo de Shawn, que não permite uma terceira tentativa. |              |                                                                |                      |                             |                        |                     |
| 15 | 2            | "Dance Dance Resolution" "A Resolução da Dança"                | Drew Goddard         | Megan Amram                 | 28 de setembro de 2017 | 4.67                |
| A nova alma gêmea de Jason é Luang, um monge que deve ser seu companheiro espiritual; Luang acompanha Jason e copia todas as suas ações, deixando Jason aborrecido e desesperado para escapar. Jason rapidamente olha para Janet, que é legal com ele. Vicky, que retratou "Real Eleanor", é frustrada por seu novo e menor papel como dono da pizza, Denise. Chidi percebe que o papel da nota de Eleanor é de um livro em sua biblioteca; Ele suspeita que eles se conheceram antes. Na casa de Eleanor, Eleanor admite que ela não pertence ao Bom Lugar. Michael, Janet, Tahani, Jason e as supostas almas gêmeas de todos chegam. Tahani e Jason expressam abertamente sua insatisfação e Eleanor descobre que eles não estão no Bom Lugar; ela revela a nota. Michael novamente apaga as memórias dos seres humanos e reinicia o Bom Lugar, mas esconde o falso começo de Shawn, que desautorizou uma terceira tentativa. |              |                                                                |                      |                             |                        |                     |
| 16 | 3            | "Team Cockroach" "Equipa das Baratas"                          | Morgan Sackett       | Dan Schofield               | 5 de outubro de 2017   | 4.17                |
| Michael tenta recrutar os quatro humanos para o plano dele, no qual ele irá reiniciar o bairro, mas secretamente deixa suas lembranças intactas, e eles fingirão não saber o que está acontecendo; Se eles se recusam, Michael afirma que eles vão novamente detectar o ardil, Vicky irá expô-lo, e os humanos serão remidos à tortura tradicional e infernal, enquanto Michael é queimado eternamente. Michael também afirma que pode conseguir os quatro e ele mesmo no verdadeiro Bom Lugar. Chidi concorda rapidamente, aceitando que seu trabalho sobre a ética na vida não tenha tido sucesso. Jason é inconsciente, mas o laço de Michael ganha sua confiança. Tahani insiste que ela pertence ao Lugar Bom, mas admite depois que Michael revela sua causa de morte; ela foi esmagada por uma estátua de sua irmã Kamillah que derrubou, demonstrando a própria obsessão de Tahani. Eleanor inicialmente planeja fugir para a casa de Mindy, mas adere ao plano de Michael depois que Michael informa que Chidi nunca se recusou a ajudá-la. Ela acrescenta uma condição: Michael deve participar das aulas de ética de Chidi. Embora Michael veja os humanos como "baratas", ele concorda. O bairro é reiniciado, com Vicky assumindo o papel de ganhador de topo e prefeito honorário. Os humanos e Michael encontram-se em segredo e são acompanhados por Janet, cuja programação obriga-a a tornar os seres humanos felizes; Assim, ela apoiará os únicos seres humanos reais presentes. |              |                                                                |                      |                             |                        |                     |
| 17 | 4            | "Existential Crisis" "Crise Existencial"                       | Beth McCarthy-Miller | Andrew Law                  | 12 de outubro de 2017  | 4.05                |
| Quando Chidi percebe que a imortalidade de Michael o impede de se envolver com a ética humana, ele confronta Michael sobre a possibilidade de terminar a aposentadoria. Michael fica desanimado e, em seguida, substitui esta crise existencial por uma estereotipada crise da meia-idade, que Chidi determina é menos psicologicamente produtiva. Eleanor explica a Michael que a tristeza sobre a morte é intrínseca à humanidade; Ele agradece ela, e Chidi decide que seus estudos podem avançar. Tahani é torturado por ter sua festa de aniversário para Gunnar ofuscada por um extravagante planejado por Vicky; Tahani é miserável apesar de conhecer o plano de Vicky e lamenta suas falhas de caráter que permitem que tais problemas superficiais a afetem. Jason elogia Tahani e eles dormem juntos; Ambos gostam, mas Tahani quer falar sobre isso depois, enquanto Jason é inconsciente. Eleanor lembra experiências formativas sobre a morte: a mãe alcoólica de Eleanor explica com cautela a morte do cão da família para um jovem Eleanor; um adulto que Eleanor atende ao funeral de seu pai e afirma estar bem; Eleanor chora no Bed Bath & Beyond depois de ver um suporte de escova de dentes projetado para o uso de uma família. |              |                                                                |                      |                             |                        |                     |
| 18 | 5            | "The Trolley Problem" "O Dilema do Elétrico"                   | Dean Holland         | Josh Siegal & Dylan Morgan  | 19 de outubro de 2017  | 3.92                |
| Chidi ensina o experimento do dilema do bonde, mas o conhecimento prático de Michael sobre o sistema de pontuação após a morte conflita com a abordagem teórica de Chidi. Supostamente, como um auxílio de aprendizagem, Michael submete Chidi a simulações realistas do problema do bonde e questões éticas relacionadas, e admite que ele está torturando deliberadamente Chidi. Chidi expulsa Michael, que tenta aplacar os humanos com extravagantes presentes personalizados que Chidi chama de subornos. Chidi permite que Michael volte depois que Michael oferece uma desculpa que consiste em uma redação exata e aparentemente sincera que Chidi aprovou. Tahani e Jason continuam seu relacionamento, mas Tahani insiste no segredo enquanto Jason quer ir ao público. Janet torna-se sua conselheira de casais; Ao longo de um mês, seu relacionamento melhora. Mas Janet está executando além de suas especificações, causando pioras de falhas; Janet diz a Michael que o bairro poderia entrar em colapso. |              |                                                                |                      |                             |                        |                     |
| 19 | 6            | "Janet and Michael" "Janet e Michael"                          | Dean Holland         | Kate Gersten                | 26 de outubro de 2017  | 3.97                |
| Antes de começar seu experimento, Michael rouba Janet de um armazém e afirma ser um arquiteto do Bom Lugar; eles construíram o bairro juntos. Agora, Michael soluciona Janet enquanto Vicki se distrai torturando Chidi com agulhas. Quando o manual de Janet sugere que as falhas são causadas por falsidades, Michael culpa-se por mentir sobre o propósito real do bairro. Mas quando ocorre uma falha enquanto Janet está falando com Tahani e Jason sobre seu relacionamento, ele percebeu que o problema é a mentira subconsciente de Janet - ela não está muito feliz pelo casal porque ela manteve o amor de sua segunda encarnação por Jason. Janet aconselha Michael a ativar seu mecanismo de autodestruição, mas ele faz desculpas e, finalmente, se recusa porque Janet é sua amiga. Eles solicitam o conselho da Eleanor, e Eleanor conversa com sucesso com Janet através do processamento de suas emoções humanas. Atuando na recomendação de Eleanor de um relacionamento de rebote, Janet cria um namorado chamado Derek cujo estado mental é infantil, excitável e facilmente distraído. |              |                                                                |                      |                             |                        |                     |
| 20 | 7            | "Derek"                                                        | Jude Weng            | Cord Jefferson              | 2 de novembro de 2017  | 3.06                |
| Eleanor manteve uma fita dela e Chidi na cama juntos de uma iteração anterior, e está escondendo-a dele. Michael e Eleanor querem matar Derek para evitar que ele funda a capa enquanto Janet cresce cada vez mais deprimida e Chidi adverte que isso não é ético e seu objetivo deve estar ajudando Jason e Tahani, dos quais Michael e Eleanor concordam. Quando Tahani e Jason decidem se casar, Eleanor, Chidi e Michael interrompem o casamento e fazem com que Derek e Jason se tornem loucos um com o outro. Depois que eles resolvem seu conflito, Janet absorve a essência de Derek e coloca-o em um caixão para descartar em seu vazio. Eleanor mostra Chidi a fita, e Chidi diz que ele não a ama nessa iteração. Michael pergunta o conselho de Eleanor sobre a ética, a qual Eleanor responde que ele está se tornando humano. Michael volta a seu escritório para encontrar Shawn esperando por ele. |              |                                                                |                      |                             |                        |                     |
| 21 | 8            | "Leap to Faith" "Um Salto de Fé"                               | Linda Mendoza        | Christopher Encell          | 4 de janeiro de 2018   | 3.08                |
| Devido aos falsos relatórios sobre o progresso do "Bom Lugar" ser tão positivo, Shawn promove Michael a uma posição onde ele supervisiona o desenvolvimento de um universo inteiro de bairros. Depois de "revelar" a Eleanor, Chidi, Tahani e Jason que estão no lugar ruim, Michael anuncia que irão ao lugar ruim real e informará os outros demônios que seu tempo no bairro está terminando. Dividido para confiar e acreditar em Michael ou não, Eleanor acredita que Michael está dizendo a eles sutilmente que levem o salto de fé de Kierkegaard e confiar nele. Em uma festa naquela noite, onde os demônios destroem o bairro, os quatro principais escondem-se sob um trem conduzido por Derek que é destinado à casa de Mindy St. Claire até o final da festa quando o trem parte, fazendo com que Shawn acredite que os quatro têm escapou. Depois que todos os demônios são evacuados do bairro, Michael convence Shawn de que Vicki os traiu liberando Janet das algemas de ímã restritivas de Shawn, às quais Shawn o castiga prendendo-a em um casulo. Uma vez que o trem parte, os quatro principais e Michael se reúnem no bairro agora vazio. |              |                                                                |                      |                             |                        |                     |
| 22 | 9            | "Best Self" "A melhor versão de nós próprios"                  | Julie Anne Robinson  | Tyler Straessle             | 11 de janeiro de 2018  | 3.11                |
| Michael diz aos humanos que eles vão viajar so Nom Luhar em um balão de ar quente que os desafia a provar que são as melhores versões de seus respectivos eus. Eles lutam para fazê-lo, e Michael admite que ele está paralisado porque ele realmente não conseguiu determinar um meio para entrar no Bom Lugar, apesar de explorar mais de um bilhão de opções. Fora das opções, o grupo realiza uma festa. Tahani termina seu relacionamento com Jason. Eleanor admite que tem sentimentos por Chidi, que descreve sua luta para processar seus sentimentos e os desejos que ele e Eleanor encontraram em circunstâncias normais. Os humanos nomeam Michael de "humano honorário", louvando-o por fazer mais um esforço para fazer o que é certo do que uma pessoa típica. Tahani sugere que "exigem falar com um gerente", mas Michael diz que a juíza raramente ouve casos e só pode ser alcançado através do Lugar Ruim. Eleanor sugere que eles tentam, e todos concordam. Michael incapacita a Janet Má , enviada para transportá-lo, e Janet conduz todos para o Lugar Ruim em um trem enquanto o bairro se desintegra. |              |                                                                |                      |                             |                        |                     |
| 23 | 10           | "Rhonda, Diana, Jake, and Trent" "Rhonda, Diana, Jake e Trent" | Alan Yang            | Jen Statsky & Dan Schofield | 18 de janeiro de 2018  | 3.00                |
| Dentro da sede do Lugar Ruim, Michael trabalha para obter distintivos especiais que permitem o uso do portal do juiz. Quando uma recepção é realizada de forma inesperada no esconderijo dos outros, os seres humanos representam demônios e Janet se faz passar por uma Janet ruim. Chidi não está disposto a mentir até Eleanor o convencer de que o particularismo moral o permita. Michael pretende usar a documentação de extradição dos humanos como uma capa, mas Shawn envia comandos para a casa de Mindy e descobre que os humanos não estão lá. Michael foge, roubando emblemas e reúne os humanos na recepção, onde uma apresentação sobre o bairro revela a identidade dos humanos. Os cinco escapam sem Janet depois que Jason bloqueou a perseguição de Shawn com um coquetel Molotov. Encontrando-se com apenas um distintivo, Michael entrega o seu auto-sacrifício determinante de Eleanor resolve o problema do carrinho - e envia todos os humanos através do portal quando Shawn chega. |              |                                                                |                      |                             |                        |                     |
| 24 | 11           | "The Burrito" "O Burrito"                                      | Dean Holland         | Megan Amram & Joe Mande     | 25 de janeiro de 2018  | 3.65                |
| Michael confessa suas mentiras a Shawn, que, em vez de aposentá-lo (o que faria um espetáculo que divulgaria o escândalo), o aprisiona. A Janet do Mal ajudanda Shawn revela-se ser a Janet de Michael; ela incapacita Shawn. Os quatro humanos chegam às câmaras da juíza. Eleanor revela o sacrifício de Michael. A juíza, Gen, concorda em ouvir Eleanor, Chidi, Jason e Tahani, e diz que eles devem ser submetidos a testes separados de seu crescimento pessoal. A seu pedido, eles vão compartilhar um destino e só podem passar se todos fizerem individualmente. Jason falha em uma prova de controle de impulsos, enquanto Tahani falha quando, instruída a ignorar o que os outros pensam sobre ela, ela confronta seus pais sobre sua crueldade ao longo da vida para com ela. Eleanor é informada de que ela e Chidi passaram enquanto os outros falharam; Depois que Chidi diz a ela que é ético que eles venham ao Bom Lugar sem Jason e Tahani, ela identifica corretamente "Chidi" como uma construção e recusa a oferta; Gen recomenda-a. O verdadeiro Chidi falha no teste da determinação. Gen diz o quarteto que falharam, e Eleanor afirma ter falhado pessoalmente. Antes que Gen possa enviá-los para o Lugar Ruim, chegam Michael e Janet. |              |                                                                |                      |                             |                        |                     |
| 25 | 12           | "Somewhere Else" "Outro Lugar"                                 | Michael Schur        | Michael Schur               | 1 de fevereiro de 2018 | 3.19                |
| Michael argumenta que a auto-melhoria pós-morte dos seres humanos, que os seres imortais achavam impossível, significa que o sistema da vida após a morte é corrupta. Janet diz a Jason que o ama, inspirando Chidi a beijar Eleanor. Gen oferece para colocar cada um dos seres humanos em seus próprios lugares separados, enquanto ela delibera por até um milhão de anos, mas Eleanor rejeita a proposta como injusta. Gen acredita que os humanos só melhoraram na busca do mérito, mas Michael acredita que eles teriam se esforçado para melhorar, independentemente, se incentivados. A memória de Eleanor é novamente apagada; Em um novo cenário, ela é salva do acidente que a teria matado; Michael e Janet monitoram o comportamento de todos os quatro humanos. Eleanor tem uma epifania; Ela deixa seu trabalho imoral para trabalhar como ambientalista e ela tenta ser ética. Depois de seis meses, Eleanor perde entusiasmo pelo ambientalismo e sua bondade abriu-a a maus tratos pelos outros; ela volta a seu estilo de vida anterior por mais seis meses. Michael, evadindo o aviso da Gen, aparece para Eleanor como barman e questiona sua moralidade, levando-a a assistir a conferência on-line de Chidi de três horas sobre "o que devemos uns aos outros", que a encante. Eleanor viaja para a Austrália para conhecer Chidi, agradando Michael. |              |                                                                |                      |                             |                        |                     |

1. ↑  A estreia da segunda temporada foi exibida como um episódio de uma hora, mas os títulos na tela o identificaram como Capítulo 14 da série.

## Recepção crítica
A segunda temporada recebeu altas críticas dos críticos. No Rotten Tomatoes, a segunda temporada tem uma classificação de 100%, com base em 26 avaliações, com uma classificação média de 8.62 / 10. O consenso crítico do site diz: "Ao lançar voluntariamente sua premissa, The Good Place cria uma segunda temporada que prova ainda mais divertida do que a primeira." No Metacritic, a segunda temporada tem uma pontuação de 87 em 100, com base em críticas de 10 críticas, indicando "aclamação universal".

### Lista das 10 melhores críticas
| 2017 (Lista parcial) |
| --- |
| - N.º 1 – The A.V. Club - N.º 1 – TV Guide - N.º 2 – USA Today - N.º 2 – Paste - N.º 2 – Wilmington Star-News - N.º 3 – Variety - N.º 3 – RogerEbert - N.º 4 – Entertainment Weekly - N.º 4 – Rolling Stone - N.º 4 – Esquire - N.º 4 – Vulture - N.º 4 – Uproxx - N.º 5 – Las Vegas Weekly - N.º 6 – Complex - N.º 6 – The Salt Lake Tribune - N.º 6 – The Village Voice - N.º 6 – Film School Rejects - N.º 7 – New York Post - N.º 7 – Pittsburgh Post-Gazette - N.º 7 – BuddyTV - N.º 8 – E! - N.º 8 – Lincoln Journal Star - N.º 8 – San Jose Mercury News - N.º 8 – Now - N.º 9 – The Boston Globe - N.º 9 – The Ringer - N.º 9 – Flood Magazine - N.º 9 – TVLine - N.º 10 – Newsday - Sem informação – The New York Times - Sem informação – The Atlantic - Sem informação – HuffPost - Sem informação – American Film Institute - Sem informação – Salon |

## Audiência
| №   | Título                           | Exibição original      | Rating/share (18–49) | Audiência (em milhões) | DVR (18–49) | Audiência em DVR (milhões) | Total (18–49) | Audiência total (em milhões) |
| --- | -------------------------------- | ---------------------- | -------------------- | ---------------------- | ----------- | -------------------------- | ------------- | ---------------------------- |
| 1/2 | "Everything Is Great!"           | 20 de setembro de 2017 | 1.3/5                | 5.28                   | N/A         | N/A                        | N/A           | N/A                          |
| 3   | "Dance Dance Resolution"         | 28 de setembro de 2017 | 1.4/5                | 4.67                   | 0.8         | N/A                        | 2.2           | N/A                          |
| 4   | "Team Cockroach"                 | 5 de outubro de 2017   | 1.2/5                | 4.17                   | 0.8         | N/A                        | 2.0           | N/A                          |
| 5   | "Existential Crisis"             | 12 de outubro de 2017  | 1.2/5                | 4.05                   | 0.8         | N/A                        | 2.0           | N/A                          |
| 6   | "The Trolley Problem"            | 19 de outubro de 2017  | 1.1/4                | 3.92                   | 0.8         | N/A                        | 1.9           | N/A                          |
| 7   | "Janet and Michael"              | 26 de outubro de 2017  | 1.1/4                | 3.97                   | 0.7         | N/A                        | 1.8           | N/A                          |
| 8   | "Derek"                          | 2 de novembro de 2017  | 1.0/4                | 3.06                   | N/A         | N/A                        | N/A           | N/A                          |
| 9   | "Leap to Faith"                  | 4 de janeiro de 2018   | 1.0/4                | 3.08                   | 0.9         | 2.03                       | 1.9           | 5.11                         |
| 10  | "Best Self"                      | 11 de janeiro de 2018  | 1.0/4                | 3.11                   | 0.8         | 1.90                       | 1.8           | 5.01                         |
| 11  | "Rhonda, Diana, Jake, and Trent" | 18 de janeiro de 2018  | 1.0/4                | 3.00                   | 0.8         | 1.82                       | 1.8           | 4.80                         |
| 12  | "The Burrito"                    | 25 de janeiro de 2018  | 1.1/4                | 3.65                   | 0.8         | 1.82                       | 1.9           | 5.47                         |
| 13  | "Somewhere Else"                 | 1 de fevereiro de 2018 | 1.1/4                | 3.19                   | N/A         | N/A                        | N/A           | N/A                          |